# Wildflowers
Wildflowers é o segundo álbum de estúdio solo do músico americano Tom Petty, lançado em 1 de novembro de 1994. O álbum foi o primeiro lançado por Petty depois de assinar contrato com a Warner Bros. Records (onde ele gravou como parte do Traveling Wilburys) e o primeiro de três álbuns produzidos por Rick Rubin. O álbum foi certificado 3 × platina nos Estados Unidos pela Recording Industry Association of America. 

## O álbum
O álbum apresenta todos os membros de Tom Petty and the Heartbreakers, com exceção do baterista Stan Lynch. Steve Ferrone toca bateria no Wildflowers e se juntaria à banda oficialmente no ano seguinte. No entanto, o álbum não foi creditado aos Heartbreakers porque, nas palavras de Petty, "Rick (Rubin) e eu queríamos mais liberdade do que ficar presos em cinco caras". Apesar da liberdade, Petty escolheu usar a maior parte de sua banda regular como músicos de  sessão, demonstrando seu conforto com esse formato. A Rolling Stone colocou o Wildflowers no número 12 da lista dos melhores álbuns dos anos 90. A Guitar World colocou o álbum no número 49 da lista "Superunknown: 50 álbuns icônicos que definiram 1994".
Quatro singles foram lançados do álbum entre 1994 e 1995, dos quais o mais bem sucedido, "You Don't Know How It Feels", alcançou o 13º lugar na Billboard Hot 100 e liderou a parada de álbuns de rock por uma semana. Foi seguido por "You Wreck Me", "It's Good to be King" e "A Higher Place", que alcançaram 2, 6 e 12 respectivamente na parada Mainstream Rock.
Em abril de 2015, quando o catálogo de Petty foi lançado em áudio de alta resolução, esse foi um dos dois únicos álbuns não incluídos na série (Songs and Music from "She's the One" foi o outro), mas uma versão em alta resolução estava disponível no Pono Music. 

## Lista de músicas
Todas as músicas escritas por Tom Petty, exceto onde indicado. 
1. "Wildflowers" - 3:11
2. "You Don't Know How It Feels" - 4:49
3. "Time to Move On" - 3:15
4. "You Wrenck Me" (Petty, Mike Campbell) - 3:22
5. "It's Good to Be King" - 5:10
6. "Only a Broken Heart" - 4:30
7. "Honey Bee" - 4:58
8. "Fon't Fafe on Me" (Petty, Campbell) - 3:32
9. "Hard On Me" - 3:48
10. "Cabin Down Below" - 2:51
11. "To Find a Friend" - 3:23
12. "A Higher Place" - 3:56
13. "House in the Woods" - 5:32
14. "Crawling Back to You" - 5:05
15. "Wake Up Time" - 5:19

## Outtakes
- "Girl on LSD" foi lançado como o lado B do single "You Don't Know How It Feels" (1994).
- "Leave Virginia Alone" foi outra música escrita e gravada durante as sessões não utilizada no álbum final. Foi dado a Rod Stewart por seu álbum A Spanner in the Works (1995).
- Vários outtakes foram incluídos no álbum da trilha sonora de She's the One (1996).
- Em 2015, Petty lançou a faixa "Somewhere Under Heaven" como promoção do relançamento em Wildflowers de dois discos de 20 anos, que ainda não se concretizou.
- Em 2018, a produção "Lonesome Dave", gravada em 23 de julho de 1993, foi lançada no set póstumo de Petty, An American Treasure.

## Pessoal
Músicos
- Mike Campbell - guitarras (acústica, elétrica, 12 cordas, slide, baixo), cravo, coral sitar
- Lenny Castro - percussão
- Howie Epstein - vocal de apoio, baixo em "You Wreck Me", "Honey Bee" e "Cabin Down Below"
- Steve Ferrone - bateria, exceto em "Para encontrar um amigo"
- Brandon Fields - saxofone em "House in the Woods"
- Greg Herbig - saxofone em "House in the Woods"
- Jim Horn - saxofone em "House in the Woods"
- Kim Hutchcroft - saxofone em "House in the Woods"
- Phil Jones - percussão em "You Wreck Me" e "Cabin Down Below"
- Michael Kamen - orquestração, maestro em "Flores silvestres", "Time to Move On", "It's Good to Be King" e "Wake Up Time"
- Tom Petty - guitarra (acústica, elétrica, 12 cordas, baixo), gaita, piano, órgão Hammond, vocal e backing vocal
- John Pierce - baixo em "Hard on Me"
- Marty Rifkin - guitarra de aço pedal em "House in the Woods"
- Ringo Starr - bateria em "To Find a Friend"
- Benmont Tench - harmônio, piano, órgão Hammond, mellotron, orchestron, zenon
- Carl Wilson - vocal de apoio em "Honey Bee"

Produção
- Joe Barresi - engenheiro assistente
- David Bianco - engenheiro
- Mike Campbell - produtor
- Richard Dodd - engenheiro, misturador

- Steve Holyrod - engenheiro assistente
- Kenji Nasai - assistente de mixagem
- Tom Petty - produtor
- Rick Rubin - produtor
- Jim Scott - engenheiro
- Jeff Sheehan - engenheiro assistente